# Museu Memorial de l'Holocaust dels Estats Units
El Museu Memorial de l'Holocaust dels Estats Units és un museu de Washington DC per a la documentació, estudi i interpretació de la història de l'Holocaust i el memorial dedicat als sis milions de jueus exterminats pel règim nazi. El museu compta amb una exposició permanent sobre l'Holocaust, a més de diverses exposicions temporals. A l'edifici s'hi troba també la Sala del Record, de forma hexagonal, amb la seva flama eterna en memòria de les víctimes del genocidi, i el mur dels infants, dedicat al milió i mig de nens i nenes que hi moriren.

## Context
El 1933, amb l'ascens del partit nacionalsocialista liderat per Hitler al govern alemany, s'inicià una política antisemita que culminà amb el genocidi del poble jueu durant els anys de la Segona Guerra Mundial. Conegut amb el nom d'Holocaust, l'extermini del poble jueu prengué forma en la reunió celebrada a Wannsee el 20 de gener de 1942, on s'aprovà la "Solució final", que consistí en l'eliminació física de la població jueva internada en diferents camps d'extermini (Auschwitz-Birkenau, Chelmno, Belzec, Sobibor, etc.).
Des del 1993, el Museu Commemoratiu de l'Holocaust de Washington ha rebut prop de 30 milions de visitants, incloent-hi 9 milions de nens i nenes en edat escolar i 85 caps d'Estat. D'altra banda, el seu portal web és una referència internacional amb milions d'usuaris de diferents països que el visiten cada any.